# Lista de medalhas andorranas nos Jogos Olímpicos da Juventude
Este anexo contém uma lista detalhada das medalhas de Andorra nos Jogos Olímpicos da Juventude, de Verão, de Inverno e os totais combinados e parciais.

## A Lista
| Edição                       | Medalha | Nome               | Esporte      | Evento            |
| ---------------------------- | ------- | ------------------ | ------------ | ----------------- |
| Verão de 2010 (Sem medalhas) | —       | —                  | —            | —                 |
| Inverno de 2012 (1 Bronze)   | Bronze  | Joan Verdu Sanchez | Esqui alpino | Super G masculino |
|                              |         |                    |              |                   |
| Totais - Verão               |         |                    |              |                   |
| Ouro                         | 0       | 0                  | 0            | 0                 |
| Prata                        | 0       | 0                  | 0            | 0                 |
| Bronze                       | 0       | 0                  | 0            | 0                 |
| Total                        | 0       | 0                  | 0            | 0                 |
| Totais - Inverno             |         |                    |              |                   |
| Ouro                         | 0       | 0                  | 0            | 0                 |
| Prata                        | 0       | 0                  | 0            | 0                 |
| Bronze                       | 1       | 1                  | 1            | 1                 |
| Total                        | 1       | 1                  | 1            | 1                 |
| Totais - Verão + Inverno     |         |                    |              |                   |
| Ouro                         | 0       | 0                  | 0            | 0                 |
| Prata                        | 0       | 0                  | 0            | 0                 |
| Bronze                       | 1       | 1                  | 1            | 1                 |
| Total de Medalhas            | 1       | 1                  | 1            | 1                 |